# (36622) 2000 QE152
2000 QE152 (asteroide 36622) é um asteroide da cintura principal. Possui uma excentricidade de 0.21415230 e uma inclinação de 8.67256º.
Este asteroide foi descoberto no dia 28 de agosto de 2000 por LINEAR em Socorro.